# Podejrzani zakochani
Podejrzani zakochani – polski film komediowy z 2013 roku w reżyserii Sławomira Kryńskiego. Film promowała piosenka „Podejrzani zakochani”, którą nagrali w duecie Halina Mlynkova i Krzysztof Kiljański. Scenariusz został napisany przez Sławomira Kryńskiego, na podstawie „Tangled Website” autorstwa Joan Jeby Fine. Zdjęcia kręcono w Warszawie.

## Opis fabuły
Główny bohater Albert (Bartłomiej Kasprzykowski) szuka miłości na portalach randkowych. W pewnym momencie nawiązuje internetowy kontakt z Barbarą (Sonia Bohosiewicz). Oboje przyjmują podobną strategię – ona podaje się za tajemniczą Simonę, on za przystojnego francuskiego amanta. W końcu postanawiają spotkać się, lecz nadal utrzymują swoje wcześniejsze kłamstwa, a zamiast siebie na randkę wysyłają swoich zastępców (Weronika Książkiewicz, Rafał Królikowski). W efekcie wszyscy trafiają do hotelu, gdzie grasuje szajka przestępców, polująca na bezcenną kolekcję diamentów.

## Obsada
- Bartłomiej Kasprzykowski jako Albert Wolski
- Sonia Bohosiewicz jako Barbara Faktorowicz
- Weronika Książkiewicz jako Ludka
- Rafał Królikowski jako Stanisław Tarkowski vel Alex Braun / pułkownik Oleg Kaługin
- Rafał Rutkowski jako Sasza
- Jerzy Schejbal jako Adam Faktorowicz
- Marek Ślosarski jako kierownik sali restauracji „Wędrująca Róża”
- Katarzyna Figura jako pięciokrotna rozwódka
- Krzysztof Kiersznowski jako policjant „blondyn”
- Arkadiusz Janiczek jako policjant „brunet”
- Jolanta Mielech jako Bożena
- Sławomir Orzechowski jako Gawroński
- Nam Bui Ngoc jako „Kitajec”
- Sławomir Zapała jako Wiktor
- Barbara Babilińska jako kucharka
- Anna Bakalarska jako okularnica
- Małgorzata Buczkowska jako okularnica
- Barbara Dziekan jako sekretarka Gawrońskiego
- Michał Jarmicki jako kucharz
- Bernadetta Komiago jako kucharka
- Jacek Łuczak jako recepcjonista
- Kinga Łukasik jako taksówkarz
- Jerzy Matula jako taksówkarz
- Agnieszka Michalska jako prokurator
- Paweł Mossakowski jako kelner
- Mariusz Ostrowski jako kelner
- Sławomir Sulej jako barman
- Natalia Szyguła jako recepcjonistka
- Adam Krzyżanek jako antyterrorysta
- Marek Krzyżanek jako antyterrorysta